# 虻田郡
- 令制国一覧 > 北海道 (令制) > 胆振国 > 虻田郡
- 日本 > 北海道 > 胆振総合振興局・後志総合振興局 > 虻田郡

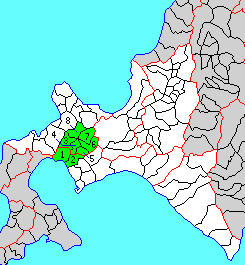
北海道虻田郡の位置（1.豊浦町 2.洞爺湖町 3.ニセコ町 4.真狩村 5.留寿都村 6.喜茂別町 7.京極町 8.倶知安町 薄黄：後に他郡に編入された地域）

虻田郡（あぶたぐん）は、北海道（胆振国）胆振総合振興局・後志総合振興局の郡。
人口39,406人、面積1,527.9km²、人口密度25.8人/km²。（2025年6月30日、住民基本台帳人口）
以下の6町2村を含む。
胆振管内
- 豊浦町（とようらちょう）
- 洞爺湖町（とうやこちょう）

後志管内
- ニセコ町（にせこちょう）
- 真狩村（まっかりむら）
- 留寿都村（るすつむら）
- 喜茂別町（きもべつちょう）
- 京極町（きょうごくちょう）
- 倶知安町（くっちゃんちょう）

## 郡域
1879年（明治12年）に行政区画として発足した当時の郡域は、上記6町2村から洞爺湖町の一部（川東・岩屋・早月）を除き、山越郡長万部町の一部（静狩）を加えた区域にあたる。

## 歴史
「虻田」の由来については虻田町の項目を参照。なお、「虻田」の「虻」の字は常用漢字に加える予定はない。

### 郡発足までの沿革
江戸時代の虻田郡域は東蝦夷地に属し、松前藩によってアブタ場所が開かれていた。寛政年間になり、それまで地形が険しく道が途絶え舟に乗り換えていた区間を、幕命をうけた松前藩によって山越郡と虻田郡の境を越える礼文華、弁辺等の山道（国道37号静狩峠の前身）が開削され、渡島国の箱館から道東や千島国方面に至る陸路が繋がっている。
江戸時代後期、国防のため寛政11年虻田郡域は天領とされ、後に蝦夷地各地に馬を供給する馬産牧場であった有珠・虻田牧場が開かれ馬頭観音碑が入江地区に建立されている。享和3年には幕命で警固にあたった陸奥弘前藩によって長万部 - 虻田間の道路が改修されている。また、虻田場所請負人和田茂平によって文化元年には恵比須神社が、文化4年には稲荷神社が建立される。後世、恵比須神社は稲荷神社に合祀されている。文政4年には一旦松前藩領に復したものの、安政2年再び天領となり陸奥盛岡藩が警固を行った。安政6年の6藩分領以降、虻田郡南西部は盛岡藩領となり、東部は箱館奉行「御預所」のままであった。
虻田郡域では古くから火山活動が盛んで、有珠山は寛文3年、明和6年、文政5年、嘉永6年と江戸時代だけでも頻繁に噴火しており、特に文政5年の噴火では火砕流によって虻田の集落が壊滅的な被害を受け多数の犠牲者を出し、有珠・虻田牧場も多くの馬を失う被害を受けた。慶応3年4月漁場請負人和田屋茂兵衛によって豊浦神社が創建される。戊辰戦争（箱館戦争）終結直後の1869年、大宝律令の国郡里制を踏襲して胆振国虻田郡が置かれた。

### 郡発足以降の沿革
- 明治2年
  - 8月15日（1869年9月20日） - 北海道で国郡里制が施行され、胆振国および虻田郡が設置される。開拓使が管轄。
  - 9月7日（1869年10月11日） - 大泉藩の領地となる（北海道の分領支配）。
- 明治3年9月 - 再び開拓使の管轄となる。
- 明治4年
  - 3月14日（1871年5月3日） - 伊達邦成の領地となる。
  - 8月20日（1871年10月4日） - 廃藩置県により再び開拓使の管轄となる。
- 明治5年 - 黒松内村の所属郡が後志国寿都郡に変更[1]。
  - 4月9日（1872年5月15日） - 全国一律に戸長・副戸長を設置（大区小区制）。
  - 10月10日（1872年11月10日） - 4月に設置された区を大区と改称し、その下に旧来の町村をいくつかまとめて小区を設置（大区小区制）。
- 明治9年（1876年）9月 - 従来開拓使において随意定めた大小区画を廃し、新たに全道を30の大区に分ち、大区の下に166の小区を設けた。

- 第20大区
  - 1小区 ： 礼文村、弁辺村
  - 2小区 ： 振苗村、虻田村

- 明治12年（1879年）7月23日 - 郡区町村編制法の北海道での施行により、行政区画としての虻田郡が発足。
- 明治13年（1880年）3月 - 室蘭郡外三郡役所（室蘭虻田有珠幌別郡役所）の管轄となる。
- 明治15年（1882年）2月8日 - 廃使置県により札幌県の管轄となる。振苗村が虻田村に合併。
- 明治19年（1886年）1月26日 - 廃県置庁により北海道庁札幌本庁の管轄となる。
- 明治22年（1888年）1月 - 室蘭郡外五郡役所（室蘭虻田有珠幌別勇払白老郡役所）の管轄となる。
- 明治26年（1893年）- 虻田村から倶知安村が分離して成立。
- 明治30年（1897年）11月5日 - 郡役所が廃止され、室蘭支庁の管轄となる。同年虻田村から真狩村が分離して成立。
- 明治32年（1899年）5月20日 - 倶知安村が岩内支庁の管轄となる。
- 明治34年（1901年）- 真狩村から狩太村が分離して成立。
- 明治35年（1902年）4月1日 - 北海道二級町村制の施行により、以下の町村が発足。（2村）
  - 虻田村（二級村、単独村制、現・洞爺湖町）
  - 弁辺村（二級村） ← 弁辺村、礼文村（現・豊浦町）
- 明治39年（1906年）4月1日 - 北海道二級町村制の施行により、真狩村（第1次）、狩太村、倶知安村（いずれも二級村、単独村制）が発足。倶知安村は岩内支庁が管轄。（5村）
- 明治43年（1910年）
  - 3月1日
    - 岩内支庁管轄の倶知安村、室蘭支庁管轄の真狩村・狩太村が後志支庁の管轄となる。
    - 倶知安村の一部（字ニセコアン）が狩太村に編入。

  - 4月1日 - 倶知安村の一部（ワッカタサップ・カシプニ・ペーペナイ・下目名）が分立して東倶知安村（二級村）が発足。（6村）
- 大正4年（1915年）4月1日 - 倶知安村が北海道一級町村制を施行。
- 大正5年（1916年）
  - 4月1日 - 倶知安村が町制施行して倶知安町（一級町）となる。（1町5村）
- 大正6年（1917年）4月1日 - 真狩村の一部（キモベツ）が分立して喜茂別村（二級村）が発足。（1町6村）
- 大正7年（1918年）7月10日 - 弁辺村の一部（字静狩）が山越郡長万部村に編入。
- 大正9年（1920年）
  - 6月1日 - 虻田村の一部が分立して洞爺村（二級村）が発足。（1町7村）
  - 6月 - 喜茂別村が有珠郡徳舜瞥村の一部を編入。
- 大正11年（1922年）
  - 4月1日 - 真狩村の一部（字真狩別・知来別・御保内）が分立して真狩別村（二級村）が発足。（1町8村）
  - 8月1日 - 室蘭支庁が改称して胆振支庁となる。
- 大正12年（1923年）
  - 4月1日 - 東倶知安村が北海道一級町村制を施行。
  - 8月20日 - 洞爺村が壮瞥村の一部（字ピリカベツ以北）を編入。
- 大正14年（1925年）
  - 4月1日 - 弁辺村の一部（字中昆布・桂の沢・柳の沢）が狩太村に編入。
  - 2月1日 - 真狩村（第1次）が改称して留寿都村（二級村）となる。
- 昭和7年（1932年）6月1日 - 弁辺村が改称して豊浦村（二級村）となる。
- 昭和13年（1938年）
  - 4月1日 - 虻田村が北海道一級町村制を施行。
  - 10月1日 - 虻田村が町制施行して虻田町（一級町）となる。（2町7村）
- 昭和15年（1940年）4月1日 - 東倶知安村が改称して京極村（二級村）となる。
- 昭和16年（1941年）12月1日 - 真狩別村が改称して真狩村（第2次、二級村）となる。
- 昭和18年（1943年）6月1日 - 北海道一・二級町村制が廃止され、北海道で町村制を施行。二級町村は指定町村となる。
- 昭和21年（1946年）10月5日 - 指定町村を廃止。
- 昭和22年（1947年）
  - 5月3日 - 地方自治法の施行により北海道胆振支庁・後志支庁の管轄となる。
  - 7月1日 - 豊浦村が町制施行して豊浦町となる。（3町6村）
- 昭和25年（1950年）9月1日 - 狩太村が町制施行して狩太町となる。（4町5村）
- 昭和27年（1952年）7月1日 - 喜茂別村が町制施行して喜茂別町となる。（5町4村）
- 昭和37年（1962年）5月1日 - 京極村が町制施行して京極町となる。（6町3村）
- 昭和39年（1964年）10月1日 - 狩太町が改称してニセコ町となる。
- 平成18年（2006年）3月27日 - 虻田町・洞爺村が合併して洞爺湖町が発足。（6町2村）
- 平成22年（2010年）4月1日 - 胆振支庁・後志支庁がそれぞれ廃止され、胆振総合振興局・後志総合振興局の管轄となる。